# Šivetice
Šivetice este o comună slovacă, aflată în districtul Revúca din regiunea Banská Bystrica. Localitatea se află la altitudinea de 330 m deasupra n.m., se întinde pe o suprafață de 8,26 km2 și în 2017 număra 379 de locuitori.

## Istoric
Localitatea Šivetice este atestată documentar din 1262.

## Demografie
| An:                | 1994 | 2004    | 2014   | 2024   |
| ------------------ | ---- | ------- | ------ | ------ |
| Număr de persoane: | 319  | 388     | 374    | 348    |
| Diferență:         |      | +21,63% | −3,60% | −6,95% |

| An:                | 2023 | 2024   |
| ------------------ | ---- | ------ |
| Număr de persoane: | 351  | 348    |
| Diferență:         |      | −0,85% |